# Eduard Staněk
Eduard Staněk (12. října 1859, Blížkovice – 25. srpna 1914, Frankfurt nad Mohanem, jinak též Eduard Staniek) byl německý medailér, sochař a dekoratér.

## Biografie
Eduard Staněk se narodil v roce 1859 v Blížkovicích nedaleko Znojma, letech 1882 a 1887 studoval na Akademii výtvarných umění ve Vídni. Mezi lety 1889 a 1892 byl žákem sochaře Edmunda von Hellmera a Stefana Schwartze.
Kromě práce medailéra, sochaře a dekoratéra se věnoval i řezbářství. Jako cizeler spolupracoval s Ferdinandem Luthmerem a Friedrichem Christophem Hausmannem.
Od roku 1897 působil jako pedagog na Kunstgewerbeschule Frankfurt, kde mimo jiné vyučoval medailistu Maxe Lewyho (1885–1920), který pracoval občas i jako asistent Eduarda Staňka. Staněk byl členem Allgemeine Deutsche Kunstgenossenschaft.

## Dílo
- Akt Jarní nymfa,[11] secesní litá bronzová soška, Mnichov, kolem roku 1900[12]
- Stříbrná litá medaile města Frankfurtu pro starostu Höchstu nad Mohanem (1899 až 1911)[13]
- Stříbrná prémiová medaile Včelí úl na podstavci s hamburským znakem a nápisem "Verein zum Wohl der Dienenden Klasse" z roku 1907 za 25 let věrné služby[14]
- Pamětní deska Morize Benedikta, secese[15]